# Parque Estadual da Ilha do Cardoso
O Parque Estadual da Ilha do Cardoso é um parque estadual paulista localizado na Ilha do Cardoso, no litoral sul do Estado de São Paulo, na divisa com o estado do Paraná, situando-se entre as coordenadas 48o05′42” W, 25o03′05” e 48o53′48”, 25o18′18” S, separada do continente pelo canal do Ararapira e Baia de Trapandé. Parque Estadual Ilha do Cardoso criado em 1962, em sua área, superior a 13 mil hectares ( 151km2), são encontrados diversos tipos de vegetação da Mata Atlântica, que proporcionam uma extraordinária variedade de ambientes e de grande diversidade biológica. Faz parte das Reservas de Mata Atlântica do Sudeste, tombadas como Patrimônio Mundial da UNESCO.
As principais vias de acesso, partindo-se de São Paulo, são a Rodovia BR-116 (Régis Bittencourt) até o o trevo de acesso ao município de Pariquera-Açu, distante cerca de 215 km da Capital. Deste trevo ruma-se para Pariquera-Açu e Cananéia pela Rodovia SP-222 e depois pela rodovia municipal até a cidade de Cananéia. Da cidade, o acesso a Ilha do Cardoso é feito por barcos particulares.

## História

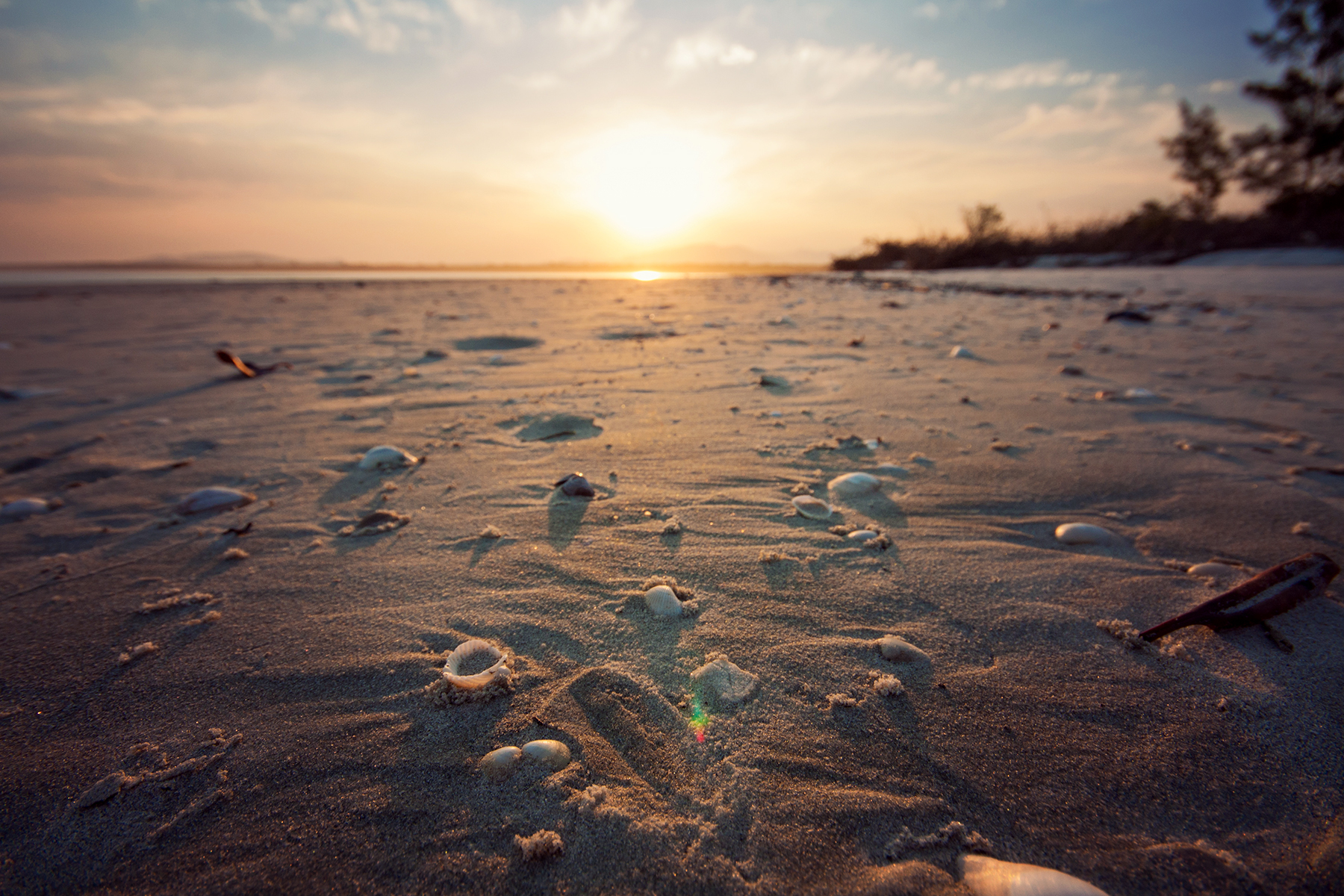
Conchas no pontal da ilha

A história do Parque Estadual da Ilha do Cardoso contém muitos aspectos peculiares. Pode-se citar que sua origem é fruto da solicitação e empenho do pesquisador e professor da USP, Paulo Duarte, cujo discernimento somado à vontade e ousadia, geraram condições para transformar a Ilha do Cardoso na primeira área insular especialmente protegida do Estado de São Paulo19. Segundo a mesma autora, o professor Paulo Duarte inseriu os seguintes objetivos de preservação em sua justificativa técnica para criação do Parque Estadual: conter as ações e os empreendimentos imobiliários iniciados na ilha, paralisar a exploração de sambaquis, da fauna e da flora; criar um parque natural, estabelecer uma base de estudos da Comissão de Pré-história e implantar uma estação de pesquisa do Instituto Oceanográfico da USP. O ofício estadual, encaminhado em 23 de junho de 1958 ao Presidente da República, Dr. Juscelino Kubitschek de Oliveira, solicitava que se declarassem protetoras as matas que revestiam a Ilha do Cardoso.
O Governador Carlos Alberto A. de Carvalho Pinto assinou o Decreto Estadual nº 40.319, em 03 de julho de 1962, transformando essa ilha fluviomarítima — dotada de excepcionais atributos naturais em Parque Estadual, na vigência da Constituição Federal de 1946 e do primeiro Código Florestal (Decreto Federal n.º 23.793, de 23 de janeiro de 1934)21. O parque possui cerca de 15.100 hectares.
As áreas antropizadas da Ilha do Cardoso somam, aproximadamente, 5% da sua extensão total. São ocupadas por comunidades caiçaras e indígena, e pela infraestrutura criada para a implantação do parque. A presença humana na Ilha é caracterizada por ocupantes, visitantes, pesquisadores e funcionários. Os ocupantes estão caracterizados em tradicionais (caiçaras), não tradicionais (veranistas e outros) e índios da etnia guarani-mbyá, perfazendo um total de cerca de 480 pessoas. As comunidades estão distribuídas pelas localidades de Marujá, Enseada da Baleia, Pontal de Leste, Foles, Cambriú, Itacuruçá, Pereirinha e os diversos sítios da face lagunar. As atividades de visitação e pesquisa são desenvolvidas nos Núcleos Perequê e Marujá.
Como aponta Parada (2001), as principais fontes de renda atuais dos moradores da Ilha do Cardoso são as atividades pesqueiras estuarina e costeira e as atividades vinculadas ao turismo. Dentre as atividades ligadas ao turismo destacam-se as ligadas à hospedagem (aluguel de casas, pousadas e área para acampamento), aos serviços de alimentos e bebidas (bares, restaurantes e comércio informal de doces e salgados), aos serviços gerais (caseiros, faxineiros e empregados do comércio alheio), aos serviços de transporte (barcos para passeio, traslado e aluguel de bicicletas) e aos serviços de lazer (monitoria ambiental e pesca amadora). As atividades secundárias são serviços gerais (pedreiros, cozinheiros, carpinteiros, carretos e faxineiras), artesanato e agricultura em caráter de subsistência. Vale ressaltar que vários indivíduos desempenham mais de uma atividade como, por exemplo, donos de comércio que são aposentados e também praticam a pesca.
Atualmente, as atividades turísticas se concentram nos Núcleos Perequê e Marujá. Contudo, as localidades de Itacuruçá, Praia do Pereirinha, Enseada da Baleia, Pontal do Leste, Foles, Cambriú e Praia do Ipanema apresentam também infra-estrutura para recebimento de visitantes. No Marujá, o turismo tem um caráter sazonal: acentua-se nos períodos da temporada de verão e nos feriados, durante o ano. No carnaval de 2001, o Marujá recebeu 1014 visitantes (Santa Rita et all, 2001). O Núcleo Perequê conta com maior visitação coincidente com o ano letivo, em virtude do recebimento de grupos escolares direcionados para estudo do meio. No ano de 2001, 4551 pessoas visitaram o Núcleo Perequê.
A capacidade total de hospedagem no Parque Estadual da Ilha do Cardoso é de aproximadamente 1300 pessoas (alojamentos, áreas de acampamento, pousada e
aluguel de residências). O controle da visitação se dá pelo monitoramento do número de leitos e da infra-estrutura sanitária de cada comunidade.
O Parque integra o complexo estuarino-lagunar, que se estende pelo litoral entre Peruíbe (SP) e Paranaguá (PR) e é considerado um dos maiores criadouros de espécies marinhas do Atlântico Sul. O Parque Estadual Ilha do Cardoso preserva uma das maiores áreas contínuas de floresta primária preservada do Estado de São Paulo. Os cenários da região são formados por costões rochosos, praias, braços de mar, estuários, barras, lagunas, restingas, manguezais, rios, planície litorânea, ilhas e montanhas cobertas de florestas. Constitui um complexo conjunto de ecossistemas, onde já foram catalogadas quase mil espécies de plantas e onde se encontram muitos animais ameaçados de extinção, como o papagaio-de-cara-roxa e o jacaré-do-papo-amarelo.
As praias do Itacuruçá, Ipanema, Cambriú, Fole Pequeno, Foles, Lage e Marujá, os costões rochosos e as dunas ficam na face da ilha voltada para o Oceano Atlântico. Os manguezais se formam na face ocidental da ilha e uma extensa restinga cobre a maior parte da planície litorânea do parque.
Além das riquezas naturais, o parque também abriga um patrimônio histórico-cultural excepcional, formado por sambaquis, ruínas e comunidades tradicionais. Existem seis comunidades caiçaras dentro da área do parque, formadas em sua maioria por pescadores.
A Comunidade do Marujá é a mais organizada para receber os turistas. Eles possuem um site da comunidade com informações sobre hospedagem e passeios: www.maruja.org.br

## Legislação
- Criado pelo Decreto Estadual No 40.319/62;
- Incluído no Tombamento da Serra do Mar - Resolução - CONDEPHAAT Nº 40/85;
- Integra a Zona Núcleo da Reserva da Biosfera da Mata Atlântica - UNESCO – 1991;
- Portaria Ministerial Nº. 139/94 – Cessão da Ilha do Cardoso da União para o Estado;
- Relatório sobre a Proteção Ambiental da Ilha do Cardoso aprovado pelo CONSEMA – Diário Oficial do Estado/95;
- Integra o Sítio do Patrimônio Mundial Natural– reconhecido pela UNESCO em 1999;[2][3]
- Lei Federal Nº 9.985/00 e Decreto Federal 4.340/2002 – Sistema Nacional de Unidades de Conservação.

## Dados gerais

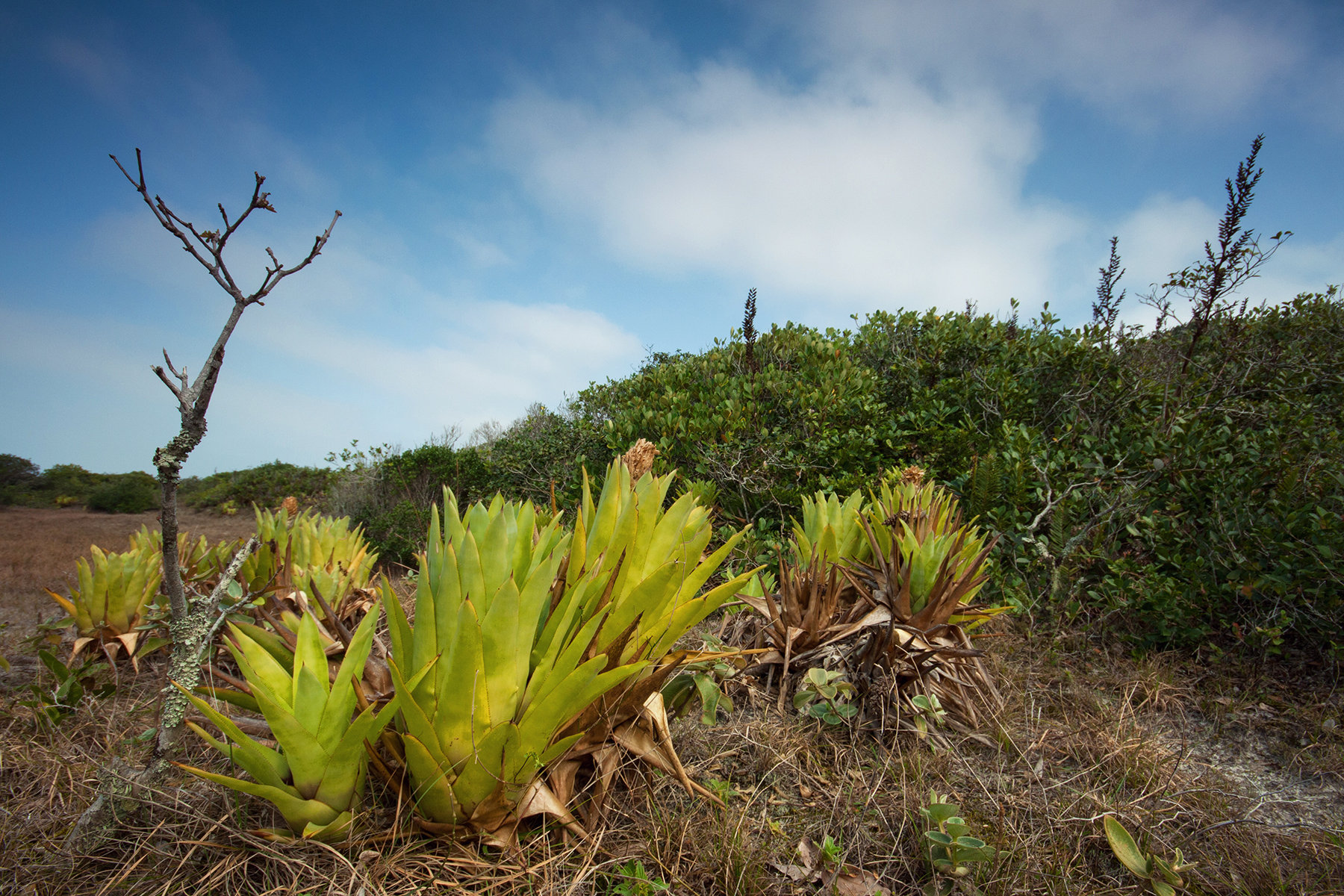
Bromélias (Aechmea) na restinga

- Bromélias (Aechmea) na restingaLocaliza-se na região central do Complexo Estuarino – Lagunar de Iguape, Cananéia e Paranaguá;
- Principais espécies da fauna (raras, ameaçadas, endêmicas): mono-carvoeiro Brachyteles arachnoides, papagaio da cara-roxa Amazona brasiliesis, harpia Harpya harpyja, jacutinga Pipile jacutinga, jacu-guaçu Penelope obscura, sabiá-cica Triclaria malachitacea, jacaré-do-papo-amarelo Caiman latirostris, onça-pintada Panthera onca, onça parda Puma concolor, lontra Lutra longicaudis, veado-mateiro Mazama americana, entre outras.
- Principais espécies da flora: Leguminosae como jatobá Hymenea altissima e copaíba Copaifera trapezifolia, Meliaceae como cedro Cedrela fissilis, Lecythidaceae como jequitibá Cariniana estrellensis, Euphorbiaceae como tapiá Alchornea triplinervia, Moraceae como figueira-branca Ficus insipida, Arecaceae como palmito-juçara Euterpe edulis, jerivá Syagrus romanzoffiarum, além de inúmeras espécies de Orchidaceae, Bromeliaceae, Cactaceae, Araceae, Lauraceae, Myrtaceae, entre outras.Carcarás no sul da ilha

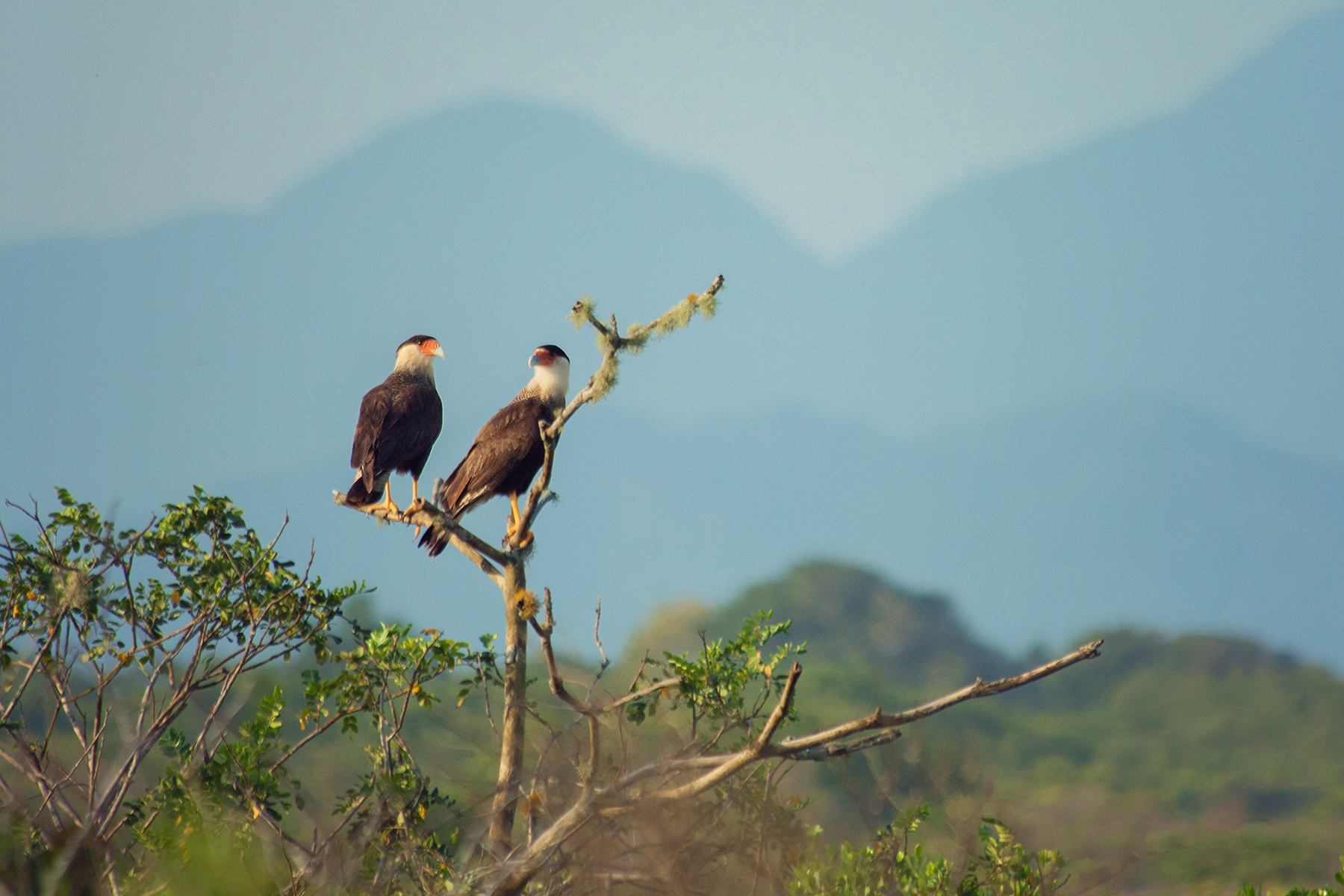
Carcarás no sul da ilha

- Tipos de ecossistemas: praia arenosa e vegetação de dunas, costões rochosos, brejos de água doce/salobra, manguezais e ambiente lagunar, floresta permanentemente inundada,  “caxetal” (floresta periodicamente inundada), “guanandizal” (floresta na restinga), floresta de planície litorânea, floresta montana, floresta nebular e campos de altitude.
- Belezas cênicas/atrativos: costões rochosos, praias, ilhas, braços de mar, estuários, barras, lagunas, restingas, manguezais, rios, planície litorânea e montanhas cobertas de florestas, cachoeiras e piscinas naturais.
- O Parque conta com inúmeros sambaquis (sítios arqueológicos), além de ruínas do período colonial.
- A Ilha do Cardoso é dividida em dois compartimentos distintos: o relevo montanhoso, no centro e norte e as planícies costeiras, bordejando a ilha e tendo um estirâncio arenoso de grande desenvolvimento do centro para o sudoeste da ilha - a restinga do Marujá.
- A ocupação humana é caracterizada pela presença do caiçara (pescador-lavrador), existindo 6 (seis) povoamentos característicos, além de alguns sítios isolados na ilha e vários outros no entorno. Uma comunidade da etnia guarani-mbya estabeleceu-se no Parque em 1992.
- O Parque conta com serviços de recepção para visitação pública (pousadas, restaurantes, camping) e serviços de monitoria ambiental.
- As comunidades caiçaras de dentro e de fora do Parque criaram a página https://web.archive.org/web/20170606043955/http://redecaicaradeturismo.com.br/.